# Насибуллін Даніель Радікович
Даніель Радікович Насибуллін (рос. Даниэль Радикович Насыбуллин; 2 червня 1986, м. Казань, СРСР) — російський хокеїст, лівий нападник. Виступає за «Нафтовик» (Альметьєвськ) у Вищій хокейній лізі. 
Вихованець хокейної школи «Ак Барс» (Казань). Виступав за «Ак Барс-2» (Казань), «Ак Барс» (Казань), «Нафтовик» (Альметьєвськ), «Нафтохімік» (Нижньокамськ), «Автомобіліст» (Єкатеринбург).